# Gilles van Chin

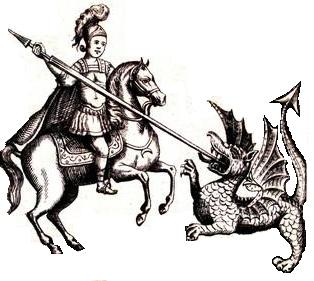
Gilles doodt de draak van Wasmes

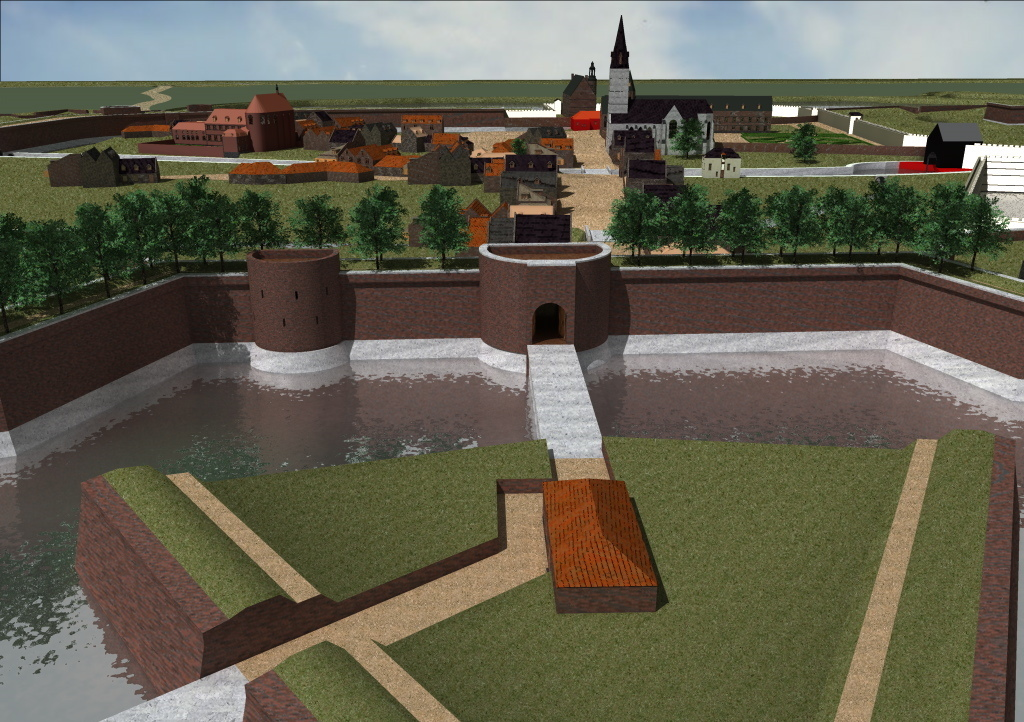
Reconstructie van het klooster van Saint-Ghislain waar monniken de legende bedachten en verspreidden

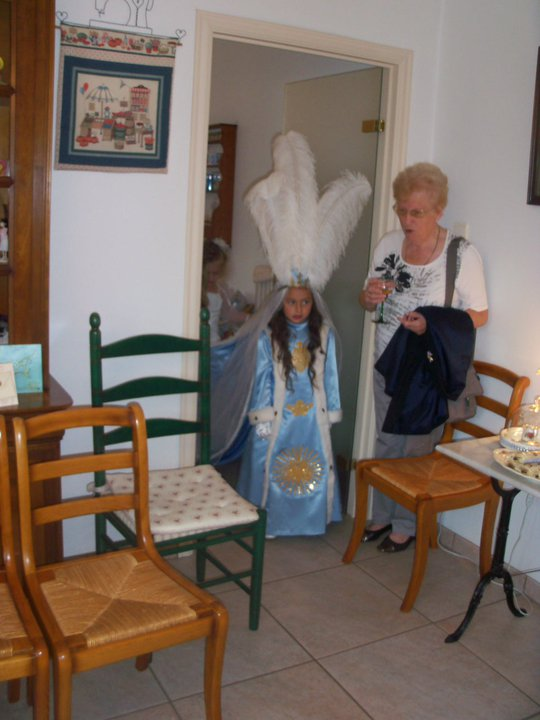
Traditie van de Pucelette van Wasmes bij de processie

Gilles van Chin (geboren rond 1080-1090 - Roucourt 1137) was heer van Chin, Berlaimont en Chièvres. Deze edelman was raadsheer voor de graven van Henegouwen en figureert in de legende van de draak van Wasmes.

## Hof van Henegouwen
Gilles van Chin was afkomstig van het geslacht van de heren van Berlaimont. Zoals andere familieleden werd hij ook, begin 12e eeuw, raadsheer bij de graven van Henegouwen. Eerst was hij in dienst van Yolanda van Gelre, regentes van Henegouwen voor haar minderjarige zoon Boudewijn. Gilles werkte vervolgens voor deze Boudewijn, bijgenaamd de graaf-bouwer. In zijn jonge jaren, rond 1100 ?, zou hij ook kruisvaarder geweest zijn tijdens de Eerste Kruistocht van Godfried van Bouillon. Alleszins vocht hij later, aan de zijde van graaf Boudewijn, in talrijke oorlogen tegen het hertogdom Brabant. Gilles was gehuwd met Idamison van Chièvres en was alzo heer van Chièvres. Hij stierf tijdens een gevecht tegen de Brabanders in het kasteel van Roucourt (1137).
Hij werd begraven in het voormalige klooster van Saint-Ghislain. In de 18e eeuw werd zijn stoffelijk overschot overgedragen naar Bergen in de kapel van Saint-Calixte, waar het verwaarloosd is geraakt.

## Legende van de draak
Niet te verwarren met Sint-Joris en de Ducasse in het naburige Bergen.
In 1133 vocht Gilles, volgens de monniken van Saint-Ghislain, een bijzonder gevecht uit in Wasmes. In de gevaarlijke moerassen van het dorp Wasmes huisde een draak. De draak had een klein meisje (laat-Latijn: pucella) gevangen in zijn grot. Gilles vocht urenlang tegen de draak, tot het avond werd. In een variant verhaal hielp het meisje Gilles door hem een doornentak te geven die in de bek van de draak geraakte. Finaal doodde Gilles de draak door een steek in het hart, hakte de kop af en bracht deze kop naar graaf Boudewijn. Het meisje werd in triomf teruggebracht naar het dorp.
Deze legende werd bedacht en uitgeschreven door monniken van het voormalig klooster van Saint-Ghislain in de 16e eeuw, dus 400 jaar later. Het valt op hoe precies het jaartal is met de draak (1133) voor de monniken. Het ontstaan heeft te maken met de schenking van de moerassen door de heren van Berlaimont aan het klooster, waarna de monniken de moerassen drooglegden.

## Traditie
- De kop van de "draak" werd eeuwenlang bewaard in Bergen. Het is een krokodillenkop, mogelijks meegebracht vanuit de Nijlvallei in Egypte[8]. De kop wordt thans bewaard in het Museum Jean Lescarts in Bergen.
- Meerdere edelen uit Henegouwen en Berlaimont beroemden zich op afstamming van de held Gilles van Chin. Zo deed Karel van Berlaymont dit in de 16e eeuw[9].
- Jaarlijks werd en wordt op de dinsdag na Pinksteren een processie gehouden in het dorp Wasmes. De monniken benadrukten in hun kronieken dat Gilles de Chin de Maagd Maria aanriep alvorens zijn zwaard te trekken tegen de draak. Elk jaar wordt een klein meisje, la pucelle, uitgekozen om uitgedost in de processie mee te lopen. Dit meisje krijgt dan een ereplaats in enkele kerkdiensten[10]. Dit element uit het verhaal, namelijk een klein meisje naast de draak, bestaat ook in Bergen.